# Teatro del West End

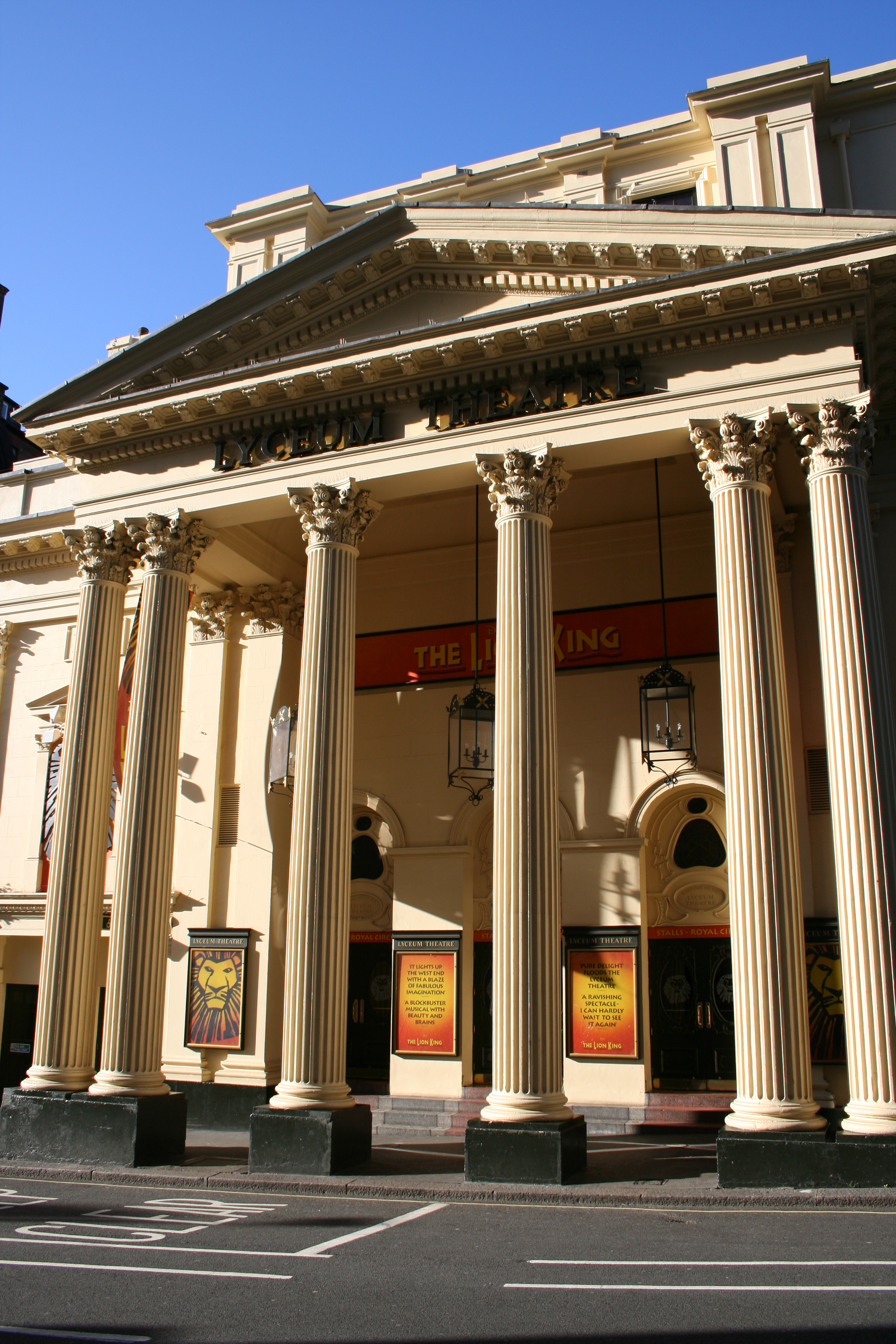
Il Lyceum Theatre, uno dei teatri di Londra

Con la locuzione teatro del West End ((EN)  West End Theatre) si è soliti indicare la pratica del teatro di professione a Londra, concentrato in particolar modo nel quartiere centrale del West End, dal quale prende il nome, per la capillare presenza di edifici teatrali e di attività culturali.
Ancor più specificatamente il termine viene adottato per indicare genericamente e complessivamente gli spettacoli messi in scena nella cosiddetta "Theatreland" di Londra, costituita per l'appunto dalla zona del West End. Insieme al Teatro di Broadway di New York, quello del West End rappresenta il più alto livello di teatro commerciale nel mondo di lingua inglese.